# Se acabó la cuarentena
«Se acabó la cuarentena» es una canción del dúo de reguetón puertorriqueño Jowell & Randy junto al cantante de reguetón dominicano Kiko El Crazy. La pista se lanzó oficialmente el 24 de octubre de 2020 por Rimas Music como el cuarto y último sencillo del álbum Viva el perreo de Jowell & Randy.

## Antecedentes y composición
Sobre el tema, el dúo comentó «Este es un álbum muy de discoteca de principio a fin, y necesitábamos algo más comercial. La pista surgió por idea del compositor Keityn quien trabajó anteriormente con artistas como Arcángel y Sech en la canción. Sobre este trabajo, comentaron «Nos encantó en cuanto la escuchamos. Estoy feliz de que pudiera encajar en un álbum tan orientado al baile... Le da un descanso a tus oídos». Tiempo después en México durante la misma pandemia de COVID-19 el tema se viralizó por la plataforma de videos TikTok en ese país debido a las restricciones dichas por el subsecretario de salud Hugo López-Gatell

## Vídeo musical
El video musical se estrenó en el canal de YouTube del dúo el día de lanzamiento (en octubre de 2020). El primer clip se subió a su canal en agosto de 2020 y es de tipo animado en el cual predomina mucho el ambiente furry del mismo esto con promoción del disco. Tiempo después se lanzó el video oficial en donde aparecen los cantantes en un ámbito de fiesta con luces y mucho ritmo. 

## Posicionamiento en listas
| Listas (2020)                    | Mejor posición |
| -------------------------------- | -------------- |
| Estados Unidos (Hot Latin Songs) | 42             |